# Haematoloechus breviplexus
Haematoloechus breviplexus är en plattmaskart. Haematoloechus breviplexus ingår i släktet Haematoloechus och familjen Haematoloechidae. Inga underarter finns listade i Catalogue of Life.